# Borburata
Borburata – miasto w Wenezueli, w stanie Carabobo.